# 게르하르트 폰 샤른호르스트
게르하르트 요한 다피트 폰 샤른호르스트(Gerhard Johann David von Scharnhorst, 1755년 11월 12일 - 1813년 6월 28일)는 프로이센 왕국의 군인이다. 프로이센의 군제개혁에 막대한 영향을 끼쳤고, 참모본부의 초대 총장으로서 나폴레옹 전쟁중에 프로이센군을 지도했다. 후임인 아우구스트 나이트하르트 폰 그나이제나우와 더불어 참모본부제도 탄생의 아버지로서 군사상에서도 특필할 만한 인물이다.

## 생애
1755년 11월 12일 샤른호르스트는 하노버의 부농의 집안에서 태어났다. 부친은 예전에 기병대의 하사관이었기에 그 영향으로 군대에서 성공할 것을 생각하게 되었다. 1773년 샤른호르스트는 빌헬름스타인 사관학교에 입학하여 군사이론 및 군제개혁에 대해서 공부했다. 1778년 하노버군에서 소위로 군 생활을 시작했고, 처음엔 기병연대 부속학교의 교관으로 임명되었다. 1783년 중위로 승진해 포병학교의 교관으로 옮겼다. 그때부터 샤른호르스트는 군사에 관련된 다수의 논문 및 잡지, 서적을 출판하기 시작했다. 그가 창간하고 편집을 맡은 『군사저널』은 1805년까지 출판을 계속해 광범위하게 유럽에서 읽혀지게 되었다. 1788년 출판된 『장교를 위한 응용군사과학(Handbuch für Offiziere in den anwendbaren Teilen der Kriegswissenschaften)』 및 1792년 출판된 『야전필휴(Militärisches Taschenbuch für den Gebrauch im Felde)』는 여러 번 증간되었다. 출간된 서적 모두 높은 평판을 불러 일으켜, 샤른호르스트는 군사이론가로 유명해졌다.
1792년 샤른호르스트는 대위로 승진했다. 1793년 하노버는 프랑스 혁명 전쟁에 참가하고 샤른호르스트는 포병장교로서 요크 공작 프레더릭의 휘하에서 네덜란드의 작전에서 종사했다. 1793년 9월 6일부터 8일에 걸쳐 벌어진 혼드스크트 전투에서 샤른호르스트는 아군의 후퇴를 지원해 첫 전공을 세웠다. 1794년 메닌이 프랑스군에게 포위되었다. 당시 하마슈타인 장군의 휘하에 있던 샤른호르스트는 포위망에 갇힌 아군의 구출작전을 구상해 직접 부대를 이끌고 구원군에 가세했다. 이 작전은 성공해 시내의 아군은 구출되었다. 샤른호르스트의 공적은 높은 평가를 받아, 하마슈타인의 추천으로 소령으로 승진하여 하노버 참모본부에 참가했다. 이때까지의 전투로 샤른호르스트는 단순한 이론가일 뿐만 아니라 실전지휘관으로서도 유능하다는 것을 증명하였다. 또한 1803년에는 이 메닌의 공방전을 고찰한 『메닌시 방위(Vertheidigung der Stadt Menin)』란 서적을 출판했다.
1795년 3월 5일 바젤 조약 후 샤른호르스트는 하노버로 귀국했다. 프랑스 혁명군의 승리요인을 고찰하고 군사저널에 『프랑스 혁명군의 승리원인(Die Ursachen des Glücks der Franzosen im Revolutionskrieg)』이란 제목의 논문을 기재했다. 이 논문 속에서 샤른호르스트는 프랑스군의 강력함은 제일 첫 번째로 뛰어난 조직에 있다고 보고, 그 배경에는 국민국가라는 프랑스 독자의 사회체제에 있다는 것을 간파했다. 이것은 샤른호르스트의 논문 중에서도 가장 유명한 것이 되었다. 이미 샤른호르스트의 군인으로서의 명성은 확고했고, 각국에서 초빙의 목소리가 끊이지 않았다. 1801년 샤른호르스트는 귀족의 칭호와 중령의 지위라는 매우 좋은 조건을 내놓은 프로이센군에서 근무하게 되었다.
프로이센에서 샤른호르스트가 최초로 맡은 일은 베를린 사관연구소의 교관이었다. 당시 연구소 소장은 병참총장인 고이자우가 겸임하고 있었으나, 바쁜 그는 샤른호르스트에게 전권을 위임했다. 샤른호르스트는 연구소의 강의내용을 크게 고치고, 열심히 젊은 장교 교육에 힘썼다. 그의 강의를 받은 장교 중에는 클라우제비츠 및 그로르망, 티데만 등 훗날 프로이센군 개혁에 힘을 발휘한 이들이 다수 배출되었다.
1802년 1월 24일(프리드리히 대왕의 탄생기념일) 샤른호르스트는 동료와 더불어 군사협회를 설립하고 프로이센군의 개혁을 서서히 진행해 나아가면서 의견교환을 할 수 있는 장소를 만들었다. 1804년 샤른호르스트는 연구소의 조직을 재편하여 기초적인 장교교육을 담당하는 연구소외에 고도의 교육을 전문으로 하는 베를린 육군사관학교(훗날의 베를린 육군대학)를 설립하였다.
이렇게 군내부의 의식개혁부터 시작해 나갔던 샤른호르스트였으나, 회심의 군제개혁은 그리 간단하게 실행에 옮기지 못했다. 개혁을 방해하는 최대의 원인은 7년 전쟁이래의 공신들의 존재였다. 프리드리히 대왕의 아래에서 프로이센군의 영광을 담당했던 선임 장교들은 이미 확립된 종래의 방침을 바꾸는 것을 원하지 않았던 것이다.
1804년 마센 바흐의 제안으로 인해 병참총장부의 재편이 이루어졌다. 샤른호르스트는 병참총장부 제3여단장(참모본부 차장에 해당된다)에 임명되었다. 다만 이 시점에서 명확한 권한 및 책임이 규정되지 않아서 장군의 상담상대의 역할을 벗어나지 못했다.
1805년 프랑스는 아우스터리츠 전투에서 승리하고 제3차 대프랑스 동맹을 붕괴시켰다. 나폴레옹은 라인 동맹을 결성하고 이것으로 그의 패권은 독일 중부에까지 미치게 되었다. 이에 위기감을 느낀 프로이센은 1806년 제4차 대프랑스 동맹에 참가해 프랑스에 대해 선전포고를 했다. 그러나 얼마안가 프로이센군은 10월 14일 예나-아우어슈테트 전투에서 프랑스군에게 대패했다. 패주 중에 샤른호르스트는 블뤼허의 군과 합류했다. 프랑스군은 프로이센 본토까지 침공해 모든 영토가 프랑스의 지배하에 들어갔다. 11월 5일 블뤼허와 샤른호르스트의 군은 뤼벡크에서 항복하였고, 다음날 6일 마그데부르크에서 바이마르 공작과 그나이제나우의 군대도 항복해 국내의 프로이센군은 소멸되었다. 국왕 프리드리히 빌헬름 3세는 측근과 더불어 쾨니히스베르크로 도망쳤다.
포로교환으로 석방된 샤른호르스트는 쾨니히스베르크로 가서 레스토크 장군의 보좌관이 되어 군대 재건에 힘을 기울였다. 1807년 2월 7일 및 2월 8일 벌어진 아일라우 전투에서 쌍방은 큰 피해를 입고 끝났으나, 샤른호르스트는 뛰어난 작전지도를 인정받아 프루 르 메리트훈장을 수여받았다. 같은 해 7월 7일 틸지트 조약에 의해 프로이센과 프랑스는 강화를 체결했다. 강화 후 샤른호르스트는 군비재편위원회의 의장으로 임명되어 본격적인 군제개혁에 착수하게 되었다. 그나이제나우, 보이엔, 그로르망 등 그와 의견을 함께하는 장교들이 위원에 임명되어 개혁을 보좌했다. 1808년부터는 클라우제비츠도 이 위원에 가세했다.
샤른호르스트는 곧 예나-아우어슈테트 전투의 패인을 연구했다. 그는 프랑스군과 독일군의 군사력의 차이는 본질적인 조직 및 지휘통제의 질의 차이에 있다고 생각했다. 나폴레옹 보나파르트의 탁월한 지휘와 그에 상응하는 프랑스군의 유연한 군사편성이 승리를 불러들인 것이다. 이에 대항하기 위해서는 프로이센군을 근본부터 변화시키는 대개혁이 필요했다.
당시 프로이센군은 용병주체의 군대였다. 장교는 귀족출신자들이 차지하고 있었고, 평민출신 장교에게는 출세의 길은 보이지 않았다. 이것은 프랑스를 제외한 타국의 군대에서도 마찬가지였기에 샤른호르스트가 프로이센에 임관하기 전에 귀족의 지위를 요구한 것은 바로 이 때문이었다(그런데도 그는 성이 안찼기에 동료로부터 백안시당했다). 샤른호르스트의 개혁의 요점은 이러한 구습을 타파하는 것이었다.
1808년 군사에 관련한 사무를 처리하는 일반군사부와 그중에서도 경제에 관련된 사무를 처리하는 군사경제부가 창설되고, 샤른호르스트는 일반군사부의 부장이 되었다. 이것으로 인해 그는 개혁을 위한 실권을 손아귀에 쥐게 되었다. 같은 해 8월 프로이센은 의무 병역제도를 도입했다. 다만 실제 징병이 이루어진 것은 프랑스와의 전쟁이 개시된 1813년 때부터였다.
1808년 12월 일반군사부와 군사경제부는 통합되어 군사에 관련된 업무 일체를 취급하는 군사성이 탄생하고 초대 군사상에는 국왕의 측근 로툼 백작이 취임했다. 군사성은 군사총무국과 군사주계국의 2개의 부국으로 나뉘어 샤른호르스트는 군사총무국장으로서 실무를 담당했다. 군사총무국은 국왕의 상담역을 맡는 제1사단, 군의 통괄을 맡는 제2사단, 병기 감사를 담당하는 제3사단의 3개 부국으로 이루어져 있는데, 샤른호르스트는 제2사단감독(국장)을 겸임했다. 이 제2사단이 훗날의 참모본부의 원형이 되었다. 또한 제2사단은 옛 병참총장부와 같은 역할을 수행했기 때문에 제2사단감독은 병참총장이라고 불렀다.

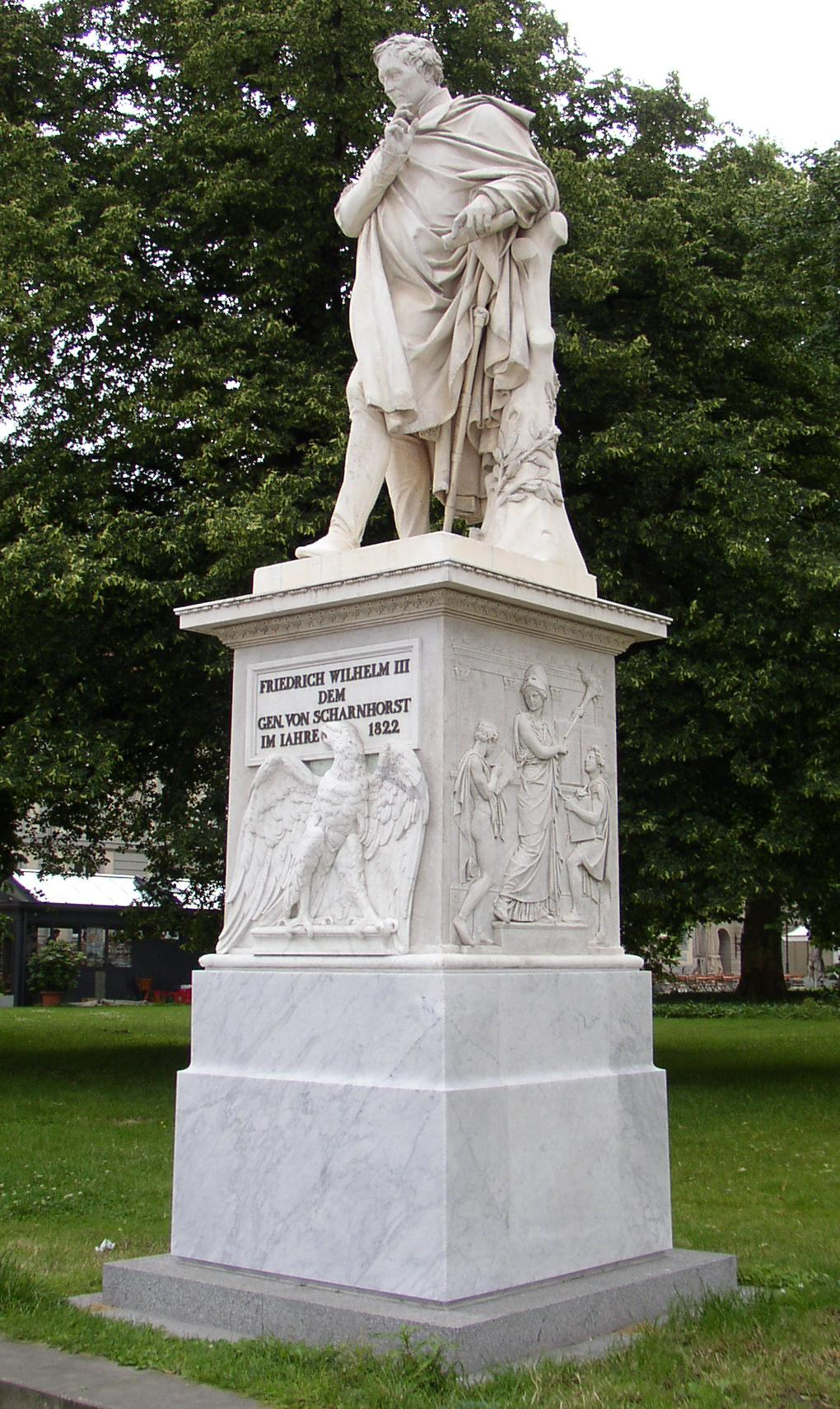
베를린에 있는 샤른호르스트 조각상

1809년 프로이센군의 편성은 제병과 연합의 사단(여단)을 중심으로 변경되었다. 샤른호르스트는 각 사단에 참모장교를 배속시켜 중앙에서 내린 지시의 철저함과 작전행동시의 독자성 향상에 중점을 두었다. 또한 샤른호르스트는 평민(주로 부르주아)에게서 적극적으로 장교를 채용하였다. 이것은 참모장교 배속으로 증가된 장교의 수요를 보완하기 위해서이면서도 결과적으로 평민의 군대 참가를 촉진시켰다. 평민의 정치참여가 허락되지 않던 프로이센에서는 국정에 영향력을 끼칠 수 있는 군대는 평민에겐 매력적인 취직자리였다. 1810년 샤른호르스트는 육군사관학교를 육군대학으로 변경하고, 거기서 입학희망자의 범위를 넓혔다.
그러나 이런 적극적인 개혁은 나폴레옹의 경계심을 불러일으켰다. 그의 분노를 사는 것을 두려워한 프리드리히 빌헬름 3세는 샤른호르스트에게 개혁을 일시 중지할 것을 명령했다. 1811년 프랑스가 러시아 원정의 준비를 진행해 나가던 도중, 샤른호르스트는 러시아 제국과 프로이센의 동맹체결을 위해 상트페테르부르크로 향했다.
그러나 프리드리히 빌헬름 3세는 그가 귀국하기 전에 나폴레옹의 협박에 굴복하여 프랑스와의 동맹을 결정했다. 이에 실망한 샤른호르스트 및 그나이제나우 등 개혁파 장교들은 프로이센군을 떠나 슐레지엔으로 망명하거나, 일부 장교는 러시아군에 투신했다.
1813년 나폴레옹의 러시아 원정이 실패로 끝나자 샤른호르스트는 프로이센군에 다시 한 번 초빙되었다. 샤른호르스트는 다시 병참총장(참모총장)이 되었고, 얼마안가 중장으로 승진해 프로이센군 총사령관 블뤼허의 곁에서 국가 간 전쟁을 지도하게 되었다. 샤른호르스트는 그나이제나우를 선임참모장교로 임명하고 그와 더불어 작전수립을 담당했다.
같은 해 3월 프로이센군은 공격을 개시했다. 5월 2일 서전인 뤼첸 전투에서 프로이센군은 패퇴하고 샤른호르스트는 정강이에 총상을 입는 부상을 당했다. 그런 와중에도 샤른호르스트는 오스트리아 제국을 우방으로 끌어들이기 위해 상처를 안고 빈으로 향했다.
6월 28일 상처가 악화되어 패혈증에 감염된 샤른호르스트는 프라하에서 죽었다. 그나이제나우와 클라우제비츠는 공동으로 추도의 편지를 썼으나, 그의 업적은 아직 평가가 이루어지지 않았다는 이유로 정부는 그 공표를 인정하지 않았다. 그나이제나우는 맹렬히 항의를 계속해 공표를 인정받았다.
프리드리히 빌헬름 3세는 라우퍼에게 명령하여 베를린에 샤른호르스트의 조각상을 건조하게 하였다.

## 평가
근대 참모본부제도 탄생의 아버지로서 샤른호르스트의 업적은 매우 높은 평가를 받았다. 그 이외의 경력을 보더라도 총체적으로 뛰어난 군인이란 평가는 흔들리지 않는다. 하노버군 시대에는 야전지휘관으로서 유능하다는 것을 증명하고, 잡지, 서적의 출판으로 군사이론가로서 명성을 확립했다. 프로이센에 임관하여 그곳에서 활약의 장소를 넓혀 교육자로서 클라우제비츠, 그로르망등 뛰어난 제자를 육성하고 조직개혁자로서 프로이센군의 엄청난 개혁에 성공했다. 참모총장으로서 전쟁을 지도하던 시기는 짧았으나 국가 간 전쟁에서는 대담한 작전을 수립해 후임 참모총장 그나이제나우는 그 기본구상을 물려받았다.
클라우제비츠에 의하면, 샤른호르스트의 풍모는 군인 같지 않다고 한다. 귀족적 풍채를 요하는 프로이센군 장교 중에서 그는 야무지지 않은 모습이었어도 평연하였다. 무뢰하고 오만한 귀족장교가 많은 가운데, 그는 지적이며 조용하였다. 항상 우수에 잠긴 분위기를 품겼으며, 하노버 말을 사용하는 그를 만난 사람들은 그를 철학자라고 생각했다. 그러나 인간적인 매력이 떨어지는 것은 아니었다. 교관시절에는 친절하게 손수 지도해 주었고, 참모총장시절에는 우수한 인재를 출신에 관계없이 받아들여, 모든 이들의 깊은 존경을 얻었다. 클라우제비츠는 샤른호르스트를 제2의 아버지라고 경애했다. 샤른호르스트의 업적을 물려받아 완성시킨 클라우제비츠는 자신을 그의 베드로(예수 그리스도의 제자, 사도)에 불과하다고 말했다.

## 같이 보기
- 대장군참모

## 참고서적
- ヴァルター・ゲルリッツ著、守屋純訳『ドイツ参謀本部興亡史』学習研究社
- ピーター・パレット著、白須英子訳、『クラウゼヴィッツ　「戦争論」の誕生』、中央公論社
- 渡辺昇一著『ドイツ参謀本部　その栄光と終焉』中央公論社

| 전임 신설 | 제1대 프로이센 왕국 장군참모장 1808년 3월 1일 – 1810년 6월 17일 | 후임 카를 폰 하케 |

| 전임 (신설) | 제1대 프로이센 왕국 전쟁대신 1808년 – 1810년 | 후임 카를 게오르크 알브레히트 에른스트 폰 하케 |

| 전임 구스타프 폰 라우흐 | 제4대 프로이센 왕국 장군참모장 1813년 3월 – 1813년 6월 28일 | 후임 아우구스트 폰 그나이제나우 |